# Les Olives noires
Les Olives noires est une série de bande dessinée historique écrite par Joann Sfar, dessinée par Emmanuel Guibert et mise en couleurs par Walter. Ses trois volumes ont été publiés par Dupuis entre 2001 et 2003.
Cette série se déroule en Palestine romaine au Ier siècle de notre ère.

## Liste des albums
- Les Olives noires, Dupuis :

1. Pourquoi cette nuit est-elle différente des autres nuits ?, 2001  (ISBN 2-8001-3149-7)[1]. Nommé à l'Alph-Art du meilleur dessin au festival d'Angoulême 2002.
2. Adam Harishon, 2002  (ISBN 2-8001-3220-5)
3. Tu ne mangeras pas le chevreau dans le lait de sa mère, 2003.  (ISBN 2-8001-3378-3)